# تاتسويا بونو
تاتسويا بونو (باليابانية: 坊野 竜也) (مواليد 27 أبريل 1967)، هو لاعب كرة قدم سابق كان يلعب كمهاجم.